# 静岡県立周智高等学校
静岡県立周智高等学校（しずおかけんりつしゅうちこうとうがっこう）は、静岡県周智郡森町に所在した公立の高等学校。2009年4月に静岡県立森高等学校との統合で静岡県立遠江総合高等学校となり、閉校した。

## 設置学科
- 流通経済科
- 電子機械科
- 生産科学科

## 所在地
- 〒437-0215 静岡県周智郡森町森92-1

## 沿革
- 1906年 私立周智農林学校として創立
- 1912年 郡立移管、周智郡立周智農林学校と改称
- 1922年 県立移管、静岡県立周智農林学校と改称
- 1948年 静岡県立周智農業高等学校と改称
- 1949年 犬居分校を設置、静岡県立森高等学校との統合により静岡県立周智高等学校と改称
- 1953年 普通科と農業科がそれぞれ統合前の旧態に分離独立し静岡県立周智農林高等学校と改称
- 1967年 犬居分校を春野分校と改称
- 1968年 静岡県立周智高等学校と改称
- 1980年 春野分校が静岡県立春野高等学校として独立
- 2006年 創立100周年記念式典を挙行
- 2009年 静岡県立森高等学校との統合により静岡県立遠江総合高等学校となる。

## 出身者
- 村松藤雄（元森町長）